# Éditions M.R
 (novembre 2019).
 (indiquez la date de pose grâce au paramètre date).
Certains termes anglais peu courants en français devraient être remplacés par des termes français équivalents mieux connus.
Éditions M.R était une marque française de prêt-à-porter masculin, créée en 2009 par Rémi de Laquintane et Mathieu de Ménonville sous le nom Melinda Gloss. 
En 2016, les fondateurs rebaptisent la marque Éditions M.R., le nom initial évoquant à tort un univers féminin alors que leur clientèle était exclusivement masculine.

## Présentation
La marque était plébiscitée pour ses vêtements au style nonchalant, aux lignes épurées et son élégance parisienne.
Outre la mode, les fondateurs de la marque collaborent avec la maison de cognac Cognac Godet, reçoivent pour des avant-premières au cinéma de Beaubourg ou proposent dans leurs boutiques des expositions d'art contemporain.
La marque connaît le succès à l'international, notamment au Japon et aux États-Unis. En plus d'une distribution multimarques internationale, Éditions M.R possédait une boutique à Paris, où l'on trouvait ses collections de prêt-à-porter, ainsi que des costumes confectionnés en France, à Limoges. Éditions M.R est présente dans le calendrier de la semaine de la mode homme à Paris en janvier 2013 pour leur collection automne/hiver 2013-2014.
Après avoir vendu ses parts à l’investisseur entré en 2015 au capital de la griffe, la holding Superga Fashion, Rémi de Laquintane a lancé en 2017 sa nouvelle griffe, « Laquintane », réservée à la femme.